# Milo (Bíblia)

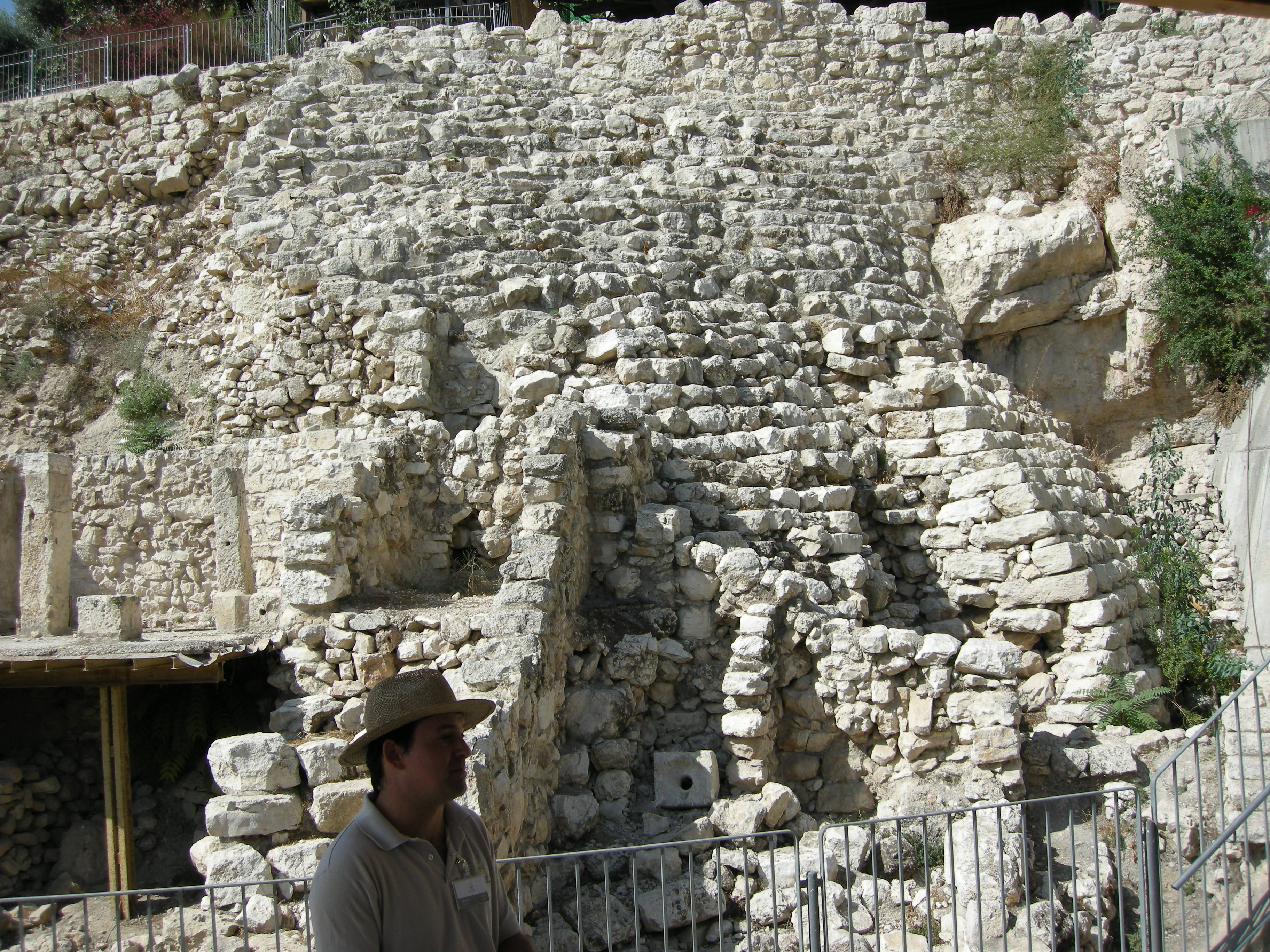
Estrutura de pedra em degraus, especulada por alguns estudiosos como o Milo.

Milo (ou Melo) era uma estrutura na cidade israelita de Jerusalém, mencionada pela primeria vez na Bíblia no Segundo Livro de Samuel (5:9), e em diversas passagens subsequentes no Livro de Crônicas e no Livro dos Reis. É mencionado como parte da cidade de Davi e parece ter sido uma estrutura de proteção construída pelos jebusitas antes da conquista de Jerusalém pelos israelitas. Os textos bíblicos também descrevem uma 'Milo' que teria sido construída por Salomão e consertada por Ezequias, sem que qualquer explicação específica seja fornecida a respeito do que ela consistia exatamente. Existe um debate entre os estudiosos a respeito de sua natureza específica; a teoria mais comum entre os arqueólogos e historiadores da antiga Israel é de que Milo seria a Estrutura de Pedra em Degraus, descoberta por Kathleen Kenyon e demonstrada por Eilat Mazar como associada à recém-descoberta Grande Estrutura de Pedra.
Uma escavação recente feita por Mazar diretamente acima da Estrutura de Pedra em Degraus mostra que a estrutura está ligada e fornece suporte à Grande Estrutura de Pedra. Mazar apresenta evidências de que a Grande Estrutura de Pedra seria um palácio real israelita, utilizado continuamente do século X até 586 a.C. Sua conclusão é de que tanto esta estrutura quando a estrutura em degraus fariam parte de um imenso palácio real, o que estaria de acordo com as referências ao termo 'Milo'/'Melo' citado como "Casa de Milo/Melo" ("Bet-Melo") no Segundo Livro de Reis (12:21) e no Segundo Livro de Crônicas (24:25), como o local no qual o rei Joás teria sido assassinado em 799 a.C., enquanto dormia em sua cama. O termo "Milo" seria derivado do hebraico milui, que designaria o material usado para preencher os espaços vazios entre pisos, paredes e muros, visando assim fortificá-los. Toda a estrutura que sustenta os degraus de pedra seria preenchida por este material.
No Livro de Samuel, Milo é mencionada como sendo a fronteira da construção do rei Davi enquanto ele construía a sua cidadela, após a conquista de Jerusalém dos jebusitas. A tradução para o inglês da Bíblia feita pelo rei Jaime da Inglaterra traduz o termo 'Millo' numa nota de rodapé como, literalmente, "O Aterro", enquanto a New International Version a traduz como "supporting terraces" ("terraços de suporte"); já as versões em português a mencionam como "muralhas", "muros de arrimo" e "edifícios".
A reconstrução feita por Ezequias é mencionada numa lista de uma série de reparos feitos a fortificações militares, e diversos estudiosos acreditam que por esse motivo ela pudesse estar associada a atividades militares, e ser uma espécie de torre, cidadela, ou apenas parte importante de uma muralha. Levando-se em conta, no entanto, que o termo aramaico mulu, potencialmente cognato, se refere a uma fortificação feita com terra, é provável que a estrutura consistisse de um aterro que teria aplainado o declive que existia entre o Ofel e o Monte do Templo.